# 无锡景
无锡景是中国江苏无锡及附近地区的民间小调。
早在清末民初，无锡景没有固定歌词。由演唱者即兴演唱。
上海文益书局出版的《时调大观》是目前可以找到的最早的《无锡景》。
《金陵十三钗》中的《秦淮景》改编自无锡景。